# ليونيد فيدون
ليونيد أرنولدوفيتش فيدون (بالروسية: Леонид Арнольдович Федун) هو رجل أعمال ملياردير روسي ولد في يوم 5 أبريل 1956 في كييف، قدرت ثروته بنحو 7.6 مليار دولار أمريكي حسب مجلة فوربس، هو مالك نادي سبارتاك موسكو وهو مؤسس شركة نفتكونسلت إل إل بي في سنة 1993.